# Themeliotis
Themeliotis is een geslacht van vlinders van de familie zakjesdragers (Psychidae).

## Soorten
- T. goniozona Meyrick, 1922
- T. inexpleta Meyrick, 1919
- T. notocrossa Meyrick, 1917
- T. procremna Meyrick, 1931
- T. projectrix Meyrick, 1930
- T. stereodes Meyrick, 1910